# Usman Khawaja
Usman Khawaja (ur. 18 grudnia 1986 w Islamabadzie) – australijski krykiecista, reprezentant Nowej Południowej Walii, leworęczny odbijający. Pierwszy krykiecista pochodzenia pakistańskiego i pierwszy muzułmanin grający w najwyższej lidze Australii.